# Pseudohygrohypnum subeugyrium
Pseudohygrohypnum subeugyrium là một loài Rêu trong họ Amblystegiaceae. Loài này được (Renauld & Cardot) Ignatov & Ignatova mô tả khoa học đầu tiên năm 2004.